# Oporinia albilineata
Oporinia albilineata là một loài bướm đêm trong họ Geometridae.